# Peter Kozler
Peter Kozler nebo Kosler (16. února 1824 Koče – 16. dubna 1879 Lublaň) byl rakousko-slovinský advokát, geograf, kartograf, aktivista a podnikatel. Etnicky byl německého původu, ale také se ztotožňoval se slovinskou kulturou a prosazoval mírové soužití slovinské a německé kultury v Kraňsku.
Kozler, který se narodil v relativně dobře situované rodině, zbohatl na vaření piva a byl zakladatelem pivovaru Union. Dal velkou částku peněz na podporu slovinských kulturních sdružení a institucí. Byl blízký konzervativnímu staroslovenskému politickému hnutí.
Kozler vlastnil pozemek v Lublaňských bažinách známý jako Kozlerovo houští (slovinsky: Kozlerjeva gošča).
Kozler zemřel v Lublani a je pohřben na hřbitově Žale v Lublani.
V roce 1999 byla Kozlerovi věnována slovinská poštovní známka.

## „Kozlerova mapa“
Peter Kozler je autorem první mapy Slovinska, kterou vyhotovil v letech 1848–1852. Mapa byla zveřejněna až v roce 1861 pod názvem Zemljovid Slovenske dežele in pokrajin (Mapa slovinské země a provincií), je ale známa pod zjednodušeným názvem Kozlerjev zemljovid (Kozlerova mapa).

## Galerie

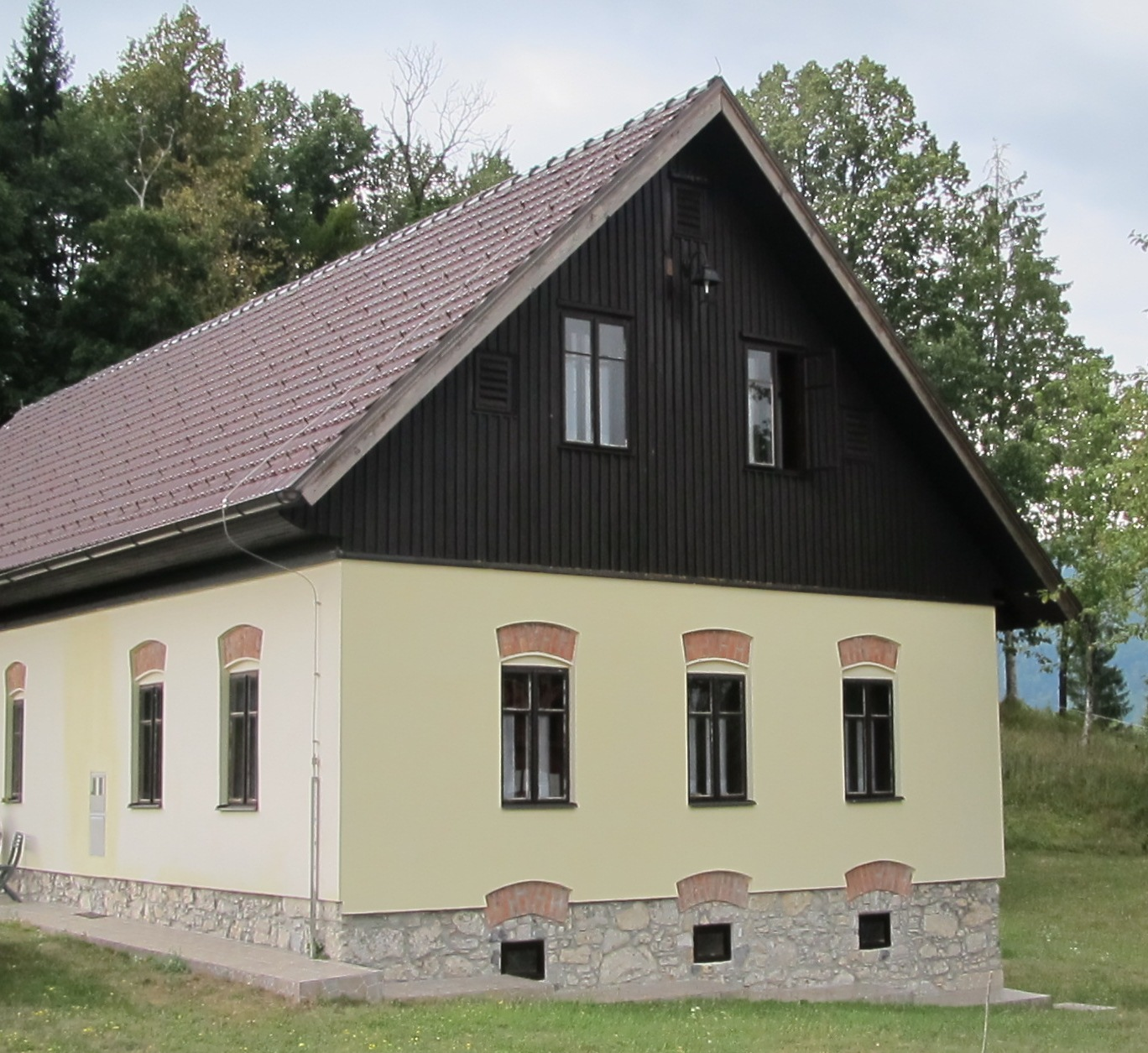
Dům v Koče, kde se Kozler narodil
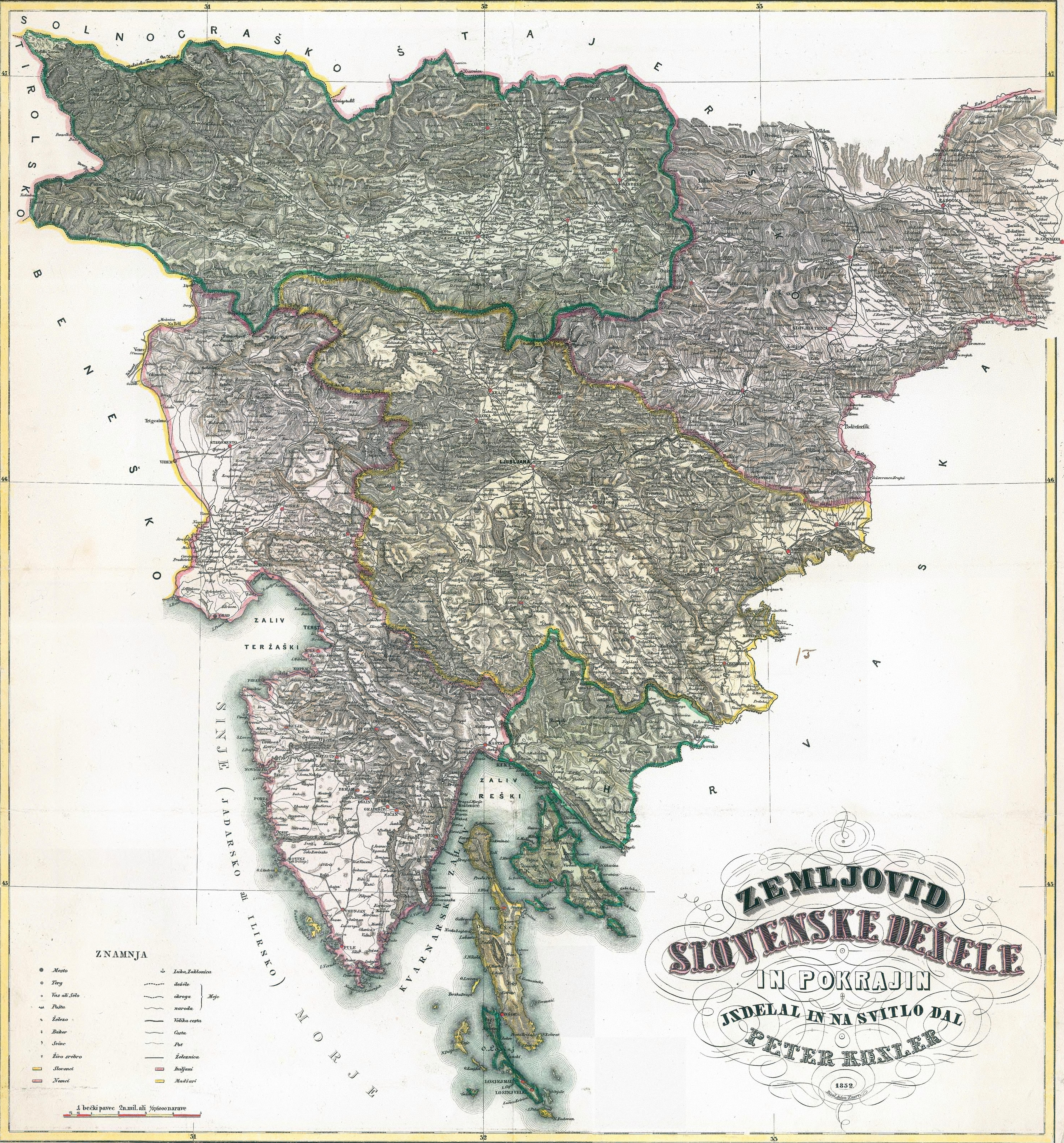
Kozlerova mapa slovinských zemí
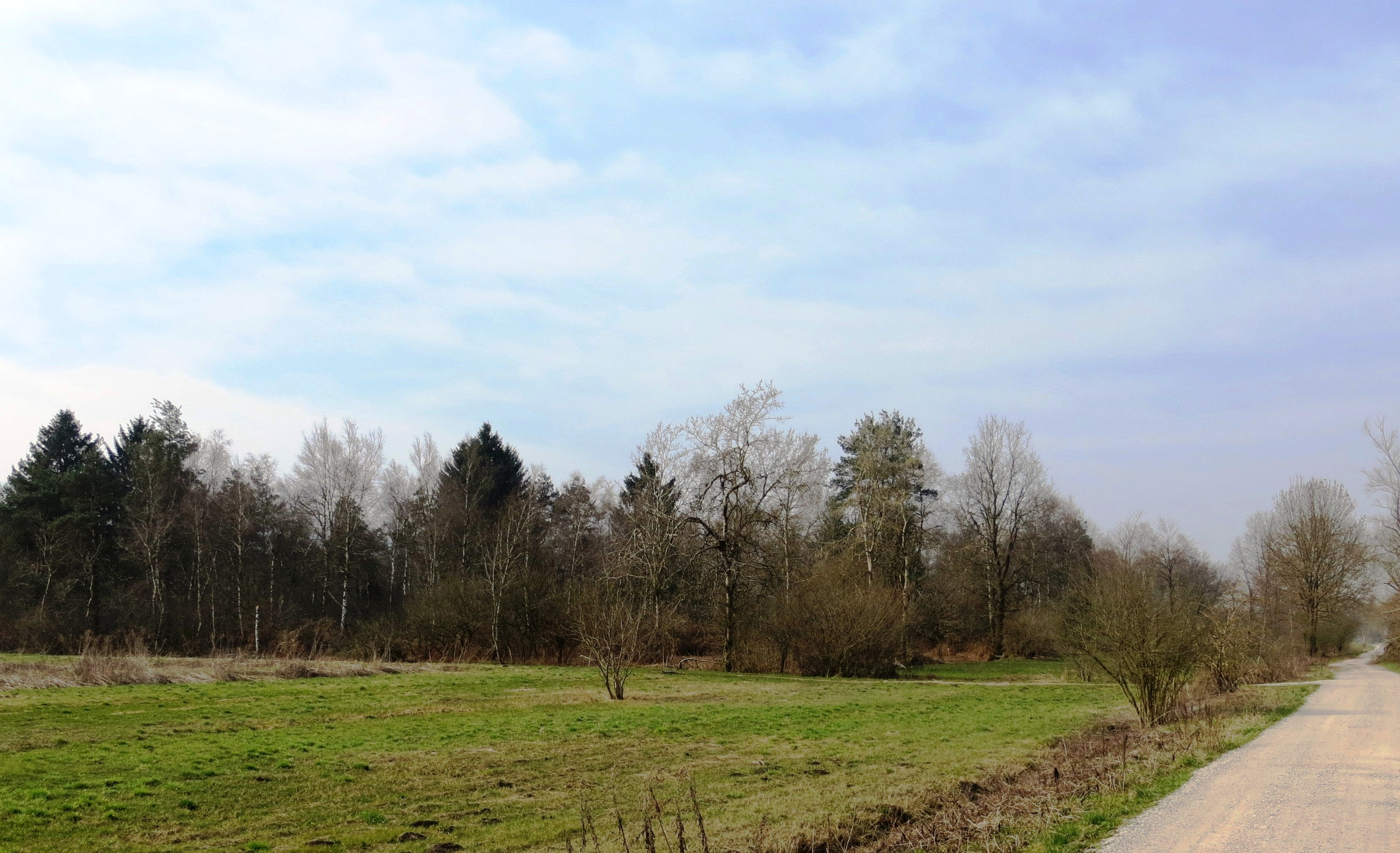
Kozlerovo houští v Lublaňských bažinách
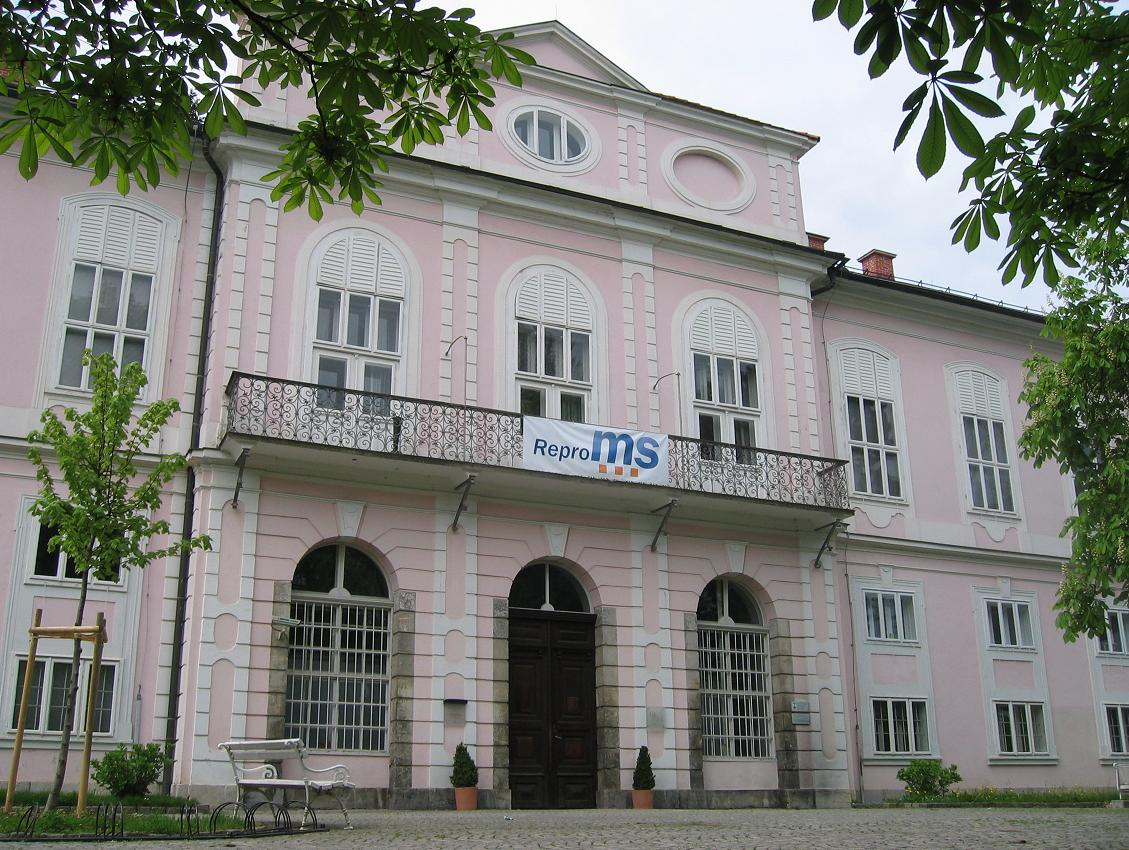
Kozlerovo sídlo v městském parku Tivoli (Lublaň), nyní Národní muzeum soudobých dějin
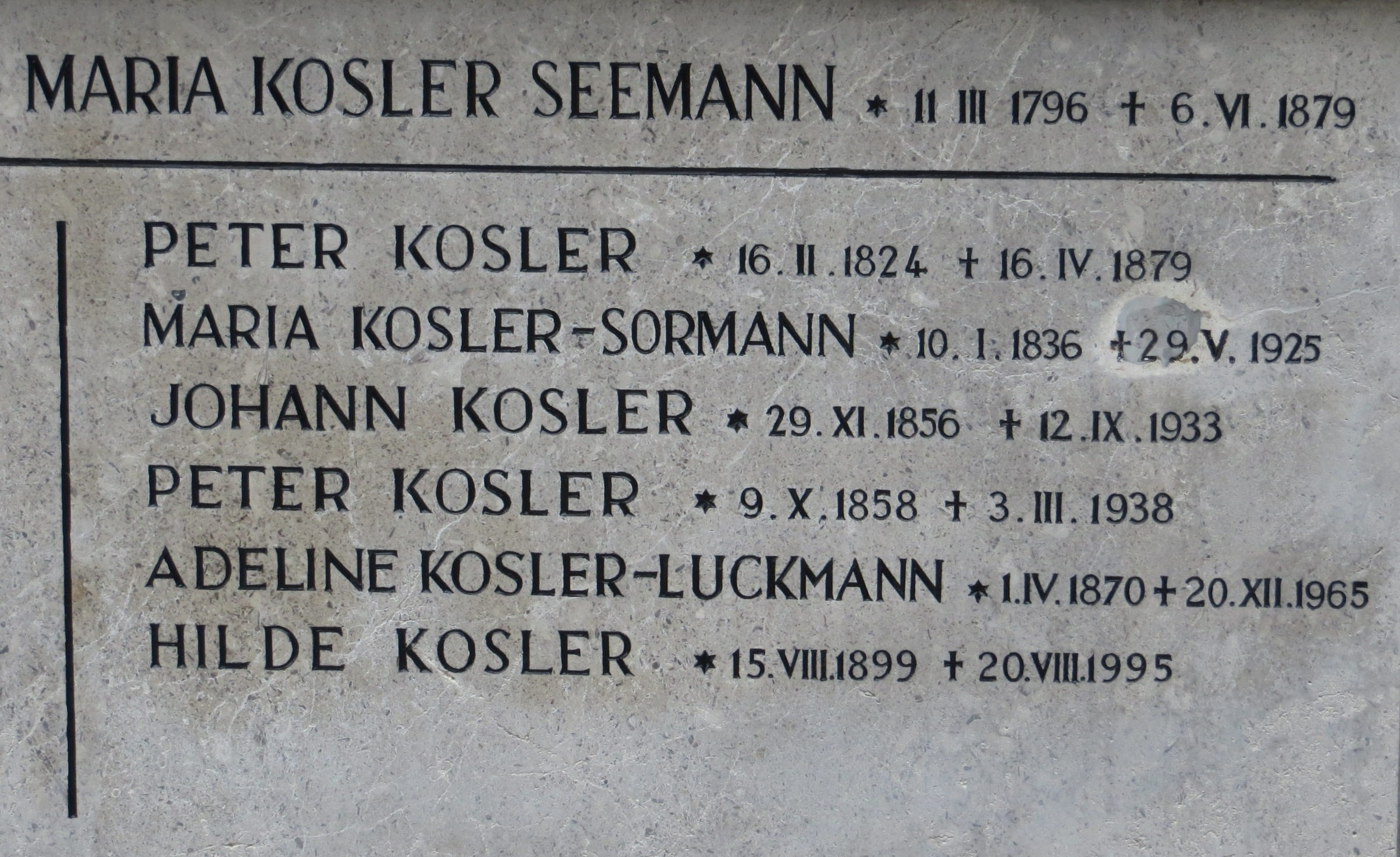
Rodinný hrob Kozlerů (detail)